# Аптер, Яков Натанович
Яков Натанович Аптер (1899—1941) — советский художник-график.

## Биография
Яков Аптер родился в 1899 году в местечке Шпола Киевской губернии (по другим данным — в городе Кременчуге). В 1915—1918 годах учился в Одесском художественном училище (1915—1918). В 1924—1929 годах учился в Москве во ВХУТЕМАСе-ВХУТЕИНе у В. А. Фаворского и К. Н. Истомина. Работал в издательствах Москвы. С 1932 года постоянно участвовал в художественных выставках как в СССР, так и за рубежом (Лондон, София, Нанкин, Брюссель). В 1930-х годах работал в литографии.
В 1930-х годах написал множество акварелей, рисунков, ксилографий и литографий («А. М. Горький среди колхозников», «Сидящая женщина», «Кремль», «Портрет художника В. А. Фаворского», «Пейзаж» и других). В графических сериях «Строительство Дворца съездов» и «Электросталь» отразил новую советскую действительность. Карандашные и угольные рисунки этих серий посвящены теме индустриализации страны, они наполнены яркостью и оптимизмом. Одной из наиболее эмоциональный работ является акварель «Наждачницы», в ней чередуются красный и оранжево-золотистый тона. Ряд работ Аптера посвящён советской армии («В лагерях») и истории революции («Июльские дни в Петрограде», «Вся власть Советам»). Создал множество портретов современников, пейзажей, буквиц. Среди портретных работ высоким мастерством исполнения выделяются портреты лётчика Молокова, французского художника Поля Синьяка и «Девочка на фоне коврика». Аптер является также автором серии карандашных портретов рабочих и инженеров.
После начала Великой Отечественной войны добровольно ушёл в народное ополчение. Погиб в декабре 1941 года в Битве за Москву.
Ксилографии Якова Аптера находятся в собрании Одесского художественного музея. Ряд оттисков с его работ хранятся в Музее изобразительных искусств имени А. С. Пушкина.

### Каталоги
- Выставка «Художники РСФСР за 15 лет». Живопись, графика, скульптура. Л., 1932, с. 23;
- Выставка «Художники РСФСР за 15 лет». Графика. М., 1934, с. 13;
- Московские художники — подшефному Горьковскому автомобильному заводу. М., 1935, с. 9;
- Выставка работ московских художников. М., 1936, с. 7;
- Выставка советской гравюры к 20-летию Великой Октябрьской социалистической революции М., 1937, с. 5;
- ВХВ «Индустрия социализма». М., 1939, с. 99, 127.

### Периодика
- «Литературная газета»: 18.6.1934 (илл.); 22.10.1934 (илл.);
- «Московский художник» (МОСХ), 1957, № 9, с. 4 («Художники в Великой Отечественной войне»).
- «Искусство» (М.), 1965, № 5, с. 29.